# Ibn al-Azrak
Abu-Abd-Al·lah ibn al-Àzraq (en àrab Abū ʿAbd Allāh ibn al-Azraq) fou un jurista musulmà nascut a Granada el 1427.
Es va educar a Granada, i fou cadi a Màlaga i després cadi principal de Granada. Va escriure un llibre sobre govern d'estat comentant l'obra d'Ibn Khaldun, titulat Manual de la conducte d'estat i de la natura de l'autoritat. El 1487 fou enviat pel rei de Granada com ambaixador als mamelucs per obtenir la seva ajuda contra els cristians. Altres dos notables foren enviats al sultà otomà, un dels quals era de Xativa i un altre de Paterna (anomenat Pacoret). La seva missió no va tenir èxit i va romandre a Orient; el 1491 va esdevenir jutge a Jerusalem i va morir aquest mateix any.